# Пам'ятник воїнам УГА (Винники)
Па́м'ятник воїнам УГА у Винниках (біля Львова) — пам'ятник українським січовим стрільцям у Винниках, що знаходиться на старому міському цвинтарі. Пам'ятник відкрито 5 червня 1922 року. Це перший на українських землях скульптурний пам'ятник воїнам УГА.
У стрілецькій могилі похоронені тіла п'ятнадцятьох стрільців і чотаря Ганкевича (за Михайлом Влохом).
Стосовно кількості похоронених бійців УГА точної інформації немає. Газета «Свобода» (США) від 25 травня 1921 р. згадує про перепоховання (23 квітня, субота) 15 стрільців, з яких лише двоє відомі — Лука Семчук з Пирятина Радехівського повіту та Петро Довгий з Романова.
Газета «Батьківщина» (ч.50/1921), описуючи цю ж подію називає кількість перепохованих — 16 стрільців (п'ятнадцятьох стрільців і чотаря Ганкевича).
Пам'ятник стрільцям УГА є масовим похованням 14 або ж 30 українських воїнів. Кількість похованих потребує ще додаткового вивчення (Козак О. М. з "інформаційного звіту про проведення заходу «Вивчення архівних матеріалів про поховання жертв воєн та політичних репресій на території Львівської області»)
Зліва від пам’ятника був похований січовий стрілець, винниківчанин Тимофій Макар (1894—1967 рр.). 3 лютого 2018 р. відбулася церемонія перепоховання Тимофія Макара у братську могилу воїнам УГА.
Відомі імена воїнів УГА:
1. Роман Вавець (Валець Н/), поліг в бою 1\І. 1919.
2. Стефан Жилавюк (Жилавюк Стефан)– 3\І. 1919.
3. Петро Боднар (Боднар Петро) – 17\ІІ. 1919.
4. Микита Сікора (Сікора Максим)– 17\ІІ. 1919.
5. Роман Бордун (Роман Бордун )– 18\ІІ. 1919.
6. Михайло Залізко (Зеліско Михайло) – 24\ІІ. 1919.
7. Маріян Маланчук (Маланчук Максим)– 1\IV. 1919.
8. Теодор Остапчук (Остапчук Теодор)– 12\IV. 1919.
9. Семчук Лук’ян – 1919.
10. Петро Довгий – 12. 1919.
11. Чотар Ганкевич – 1919.
12. Тимофій Макар – 1967.
13. Воробець Іван.
Архітектори — Левко Лепкий і Павло Ковжун
Скульптор — Василь Сидурко
Пам'ятник воїнам УГА освятив прелат о. Леонтій Куницький. У Винниках це була його перша панахида на стрілецькій могилі.
Хоча згодом польські шовіністи вимагали ліквідувати пам'ятник, однак з правової точки зору на це не знайшли підстав. Пам'ятник щасливо перебув Другу світову війну. Згодом вже радянські вандали пошкодили пам'ятник та знищили державний знак — тризуб. Могилу в радянський час доглядала і опікувалася нею Михайлина Гарапа. Місцеві мешканці і тепер ретельно доглядають могилу і вшановують героїв. На початку 1990-х рр., за старими світлинами, здійснив відновлення могили п. Тарас Левків разом із студентами коледжу ім. І. Труша (радянським режимом було знищено тризуб на пам'ятнику).